# Soundking
Die Soundking Group ist ein weltweit aktiver chinesischer Elektronik-Hersteller mit dem Schwerpunkt der Produktion von Lautsprechern.

## Geschichte
Die Soundking Group wurde 1988 von Xianggui Wang in Ningbo (Zhejiang Region) gegründet. In der Anfangsphase wurden ausschließlich Kabel und Komponenten für den Audiobereich produziert. Die Produktpalette des Unternehmens wurden nach und nach erweitert. 2019 wurde in Deggendorf eine europäische Tochtergesellschaft unter Soundking Europe GmbH gegründet. Die Soundking Europe GmbH wurde Anfang Mai 2022 mittels Liquidation aufgelöst.

## Marken (Auswahl)
- CADAC[2]
- Carlsbro[3]
- Soundking[4]
- Studiomaster[5]

## Produkte (Auswahl)
- Lautsprecher
- Kabel
- Elektronische Instrumente
- Digitale Kino-Technologie
- Digitale Audio-Mixer